# Hannikere, Chitapur
Hannikere là một làng thuộc tehsil Chitapur, huyện Gulbarga, bang Karnataka, Ấn Độ.